# Duckett's Grove
Duckett's Grove, est une grande maison (great house) en ruine du XIXe siècle et un ancien domaine dans le comté de Carlow, en Irlande. Appartenant à la famille Duckett, la maison était autrefois le point central d'un domaine de 12 000 acres (49 km2) et a dominé le paysage local de la région pendant plus de deux siècles. L'intérieur de la maison a été détruit par un grand incendie dans les années 1930 et est aujourd'hui inaccessible. Les jardins environnants, y compris deux jardins clos reliés entre eux, sont aujourd'hui gérés par le conseil du comté de Carlow et ouverts en tant que parc public.

## Histoire
Duckett's Grove a été construit vers 1745 sur un domaine couvrant plus de 5 000 acres (20 km2) de la campagne du comté de Carlow. À l'origine, la structure était conçue comme une maison de campagne géorgienne standard de deux étages sur sous-sol. À partir du milieu des années 1820, l'architecte anglais Thomas Cobden l'a redessinée dans un style néogothique crénelé pour le propriétaire et chef de famille de l'époque, John Dawson Duckett.

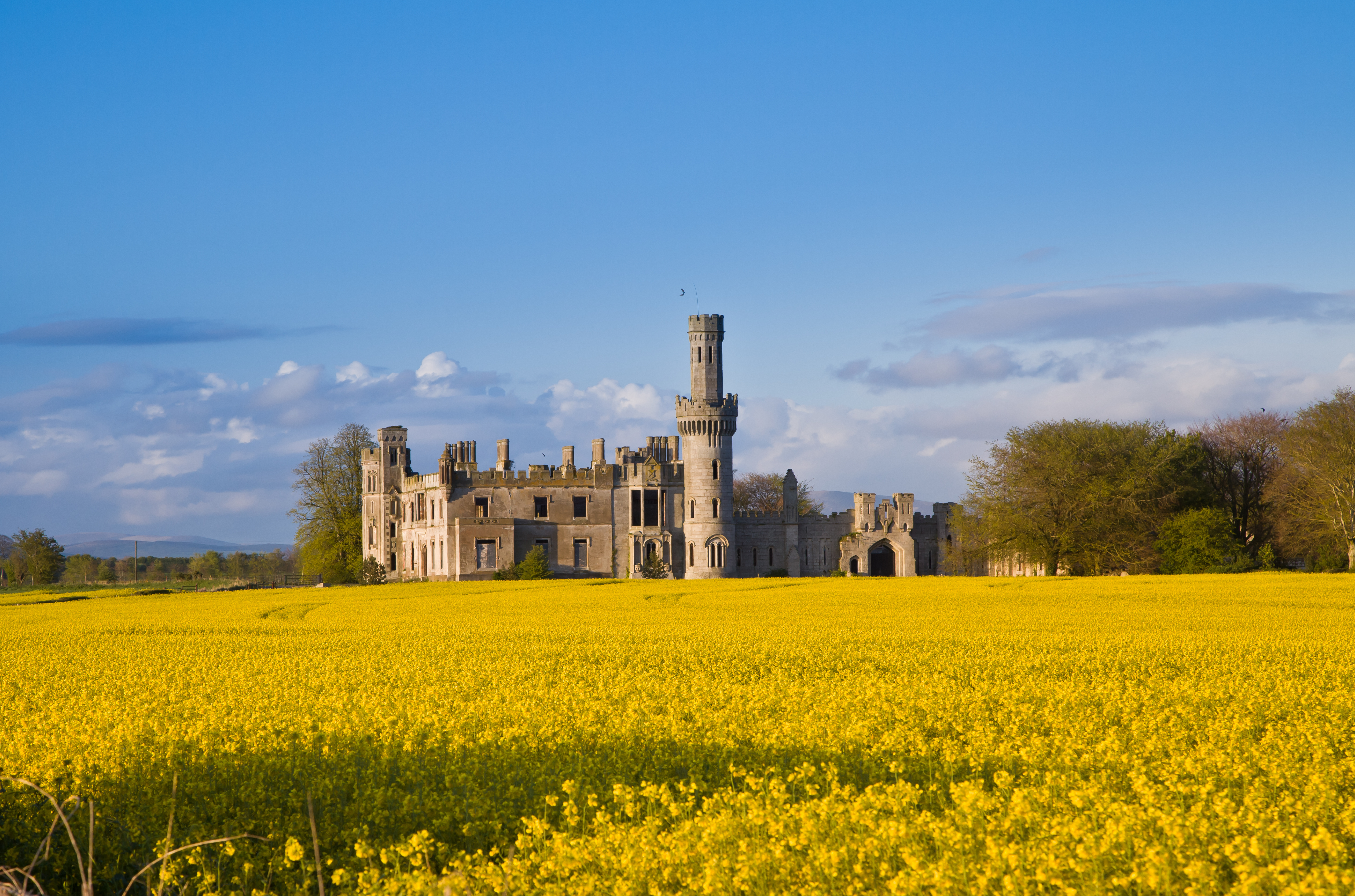
Situation de l'édifice.

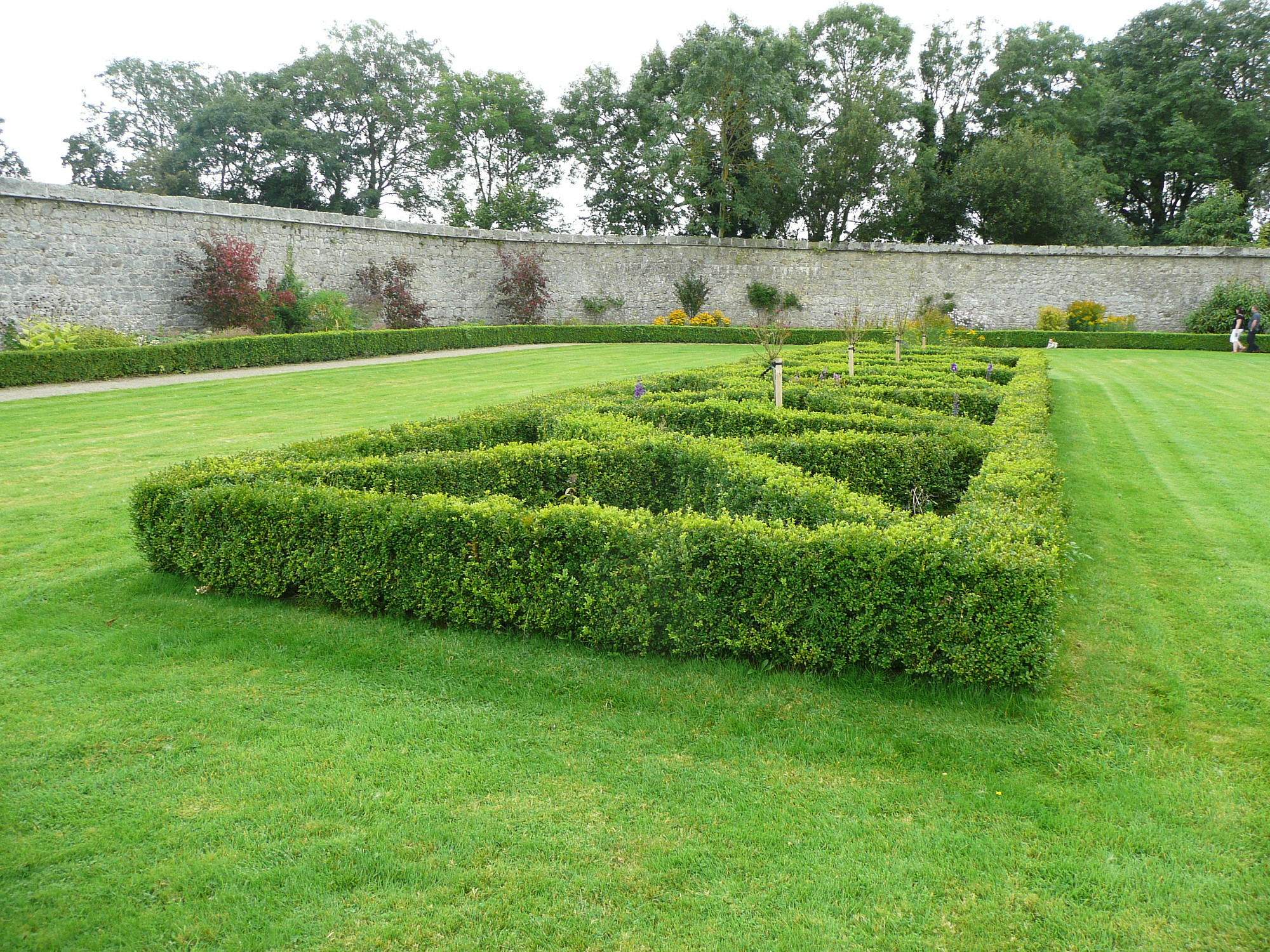
Une partie des jardins clos.

Cette extension du bâtiment est financée par un certain nombre de mariages stratégiques antérieurs avec de riches familles de marchands, ce qui a entraîné la suppression ou la dissimulation de certaines des caractéristiques géorgiennes d'origine du bâtiment. Le bâtiment comprend un certain nombre de tours et de tourelles de formes diverses - rondes, carrées et octogonales. Une haute tour d'observation octogonale en granit massif s'élève au-dessus de la structure. Duckett's Grove est également orné d'oriels et de niches contenant des statues. Plusieurs statues sur piédestal entourent le bâtiment et en bordent les abords. La maison est située sur le territoire de la ville de Rainstown, à environ 10 km de Carlow et 9 km de Tullow, le domaine plus large comprenant plusieurs grandes terres de la ville et des parties d'autres terres. À son apogée, la maison disposait d'une équipe de onze jardiniers chargés de l'entretien du domaine.
Après la mort de William Duckett en 1908, dernier de la lignée masculine, sa seconde épouse, Maria Georgina Duckett, vit dans la propriété jusqu'en 1916, date à laquelle elle n'est plus en bons termes avec sa fille unique, Olive (la belle-fille de William). Le résultat de cette situation est le déshéritage de sa fille à sa mort en 1937, lui laissant ce que l'on appelle « le shilling en colère », juste un shilling, sur une succession évaluée à 97 735 £ (équivalent à 8 000 000 £ en 2023).

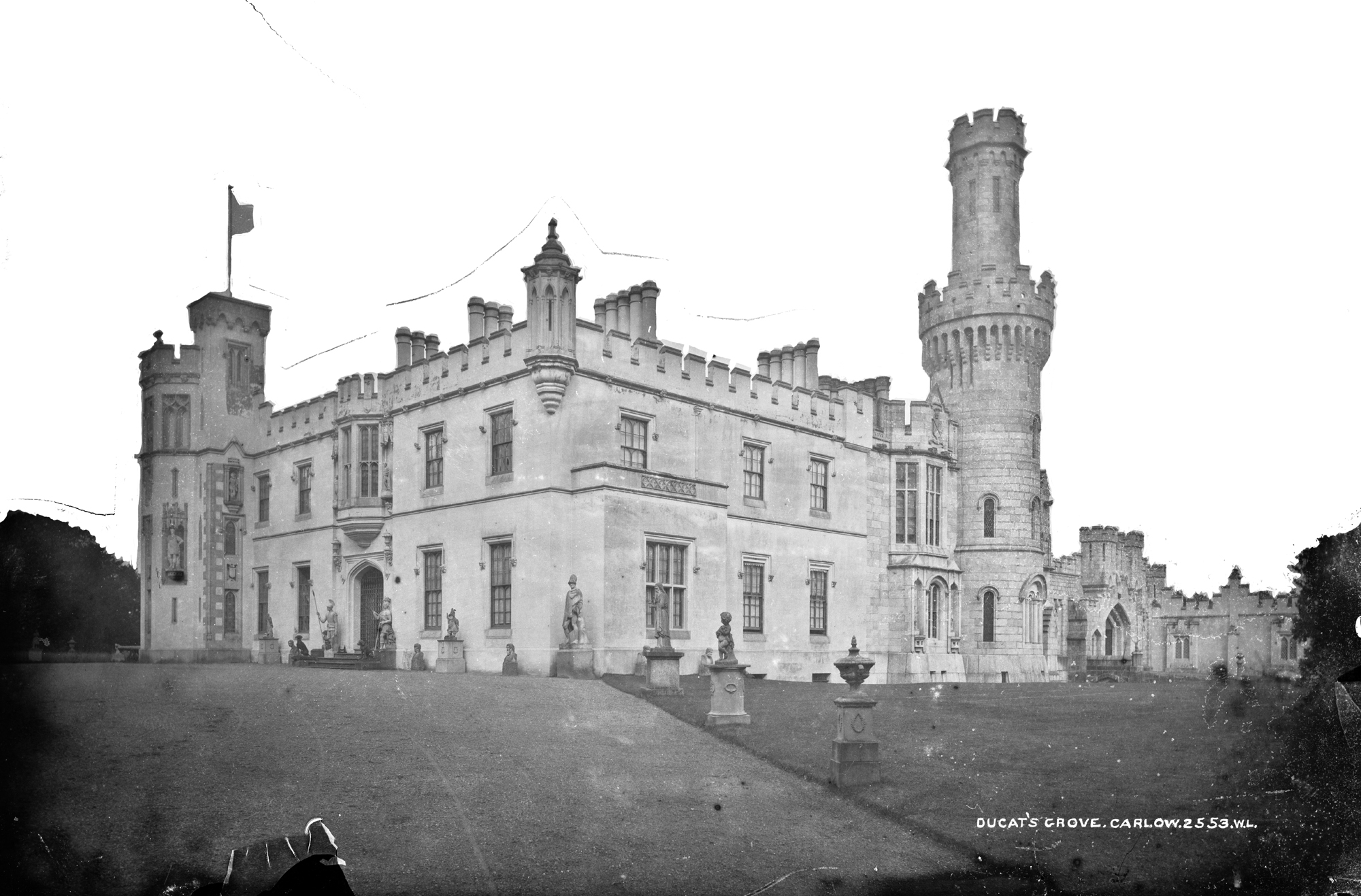
lDuckett's Grove avant qu'elle soit détruit par un incendie

Après le départ des Duckett, le domaine est géré par des agents jusqu'en 1921, puis par des fermiers locaux et plus tard par la Commission foncière irlandaise (en). La division et la vente des terres du domaine sont achevées en 1930. Pendant cette période, le bâtiment est resté vide. Pendant la guerre d'indépendance, il a servi de base à l'IRA locale et à sa colonne volante. Probablement en raison du bon traitement réservé par les Duckett à leurs locataires et employés au fil des ans, les intérieurs et le mobilier sont restés intacts lorsque l'IRA quitte la maison. La maison a été détruite par un incendie pendant la nuit du 20 avril 1933. La cause exacte de l'incendie n'a pas été déterminée, mais les habitants ont signalé un incendie mineur la semaine précédente, qu'ils avaient réussi à éteindre. Cela a donné lieu à des spéculations sur la cause de incendie destructeur.